# C'è ancora domani
C'è ancora domani is een Italiaanse zwart-wit dramafilm uit 2023, geregisseerd en mede geschreven door Paola Cortellesi in haar regiedebuut. Cortellesi speelt zelf ook de hoofdrol.

## Verhaal
Rome in de tweede helft van de jaren 1940, een stad verdeeld tussen de positieve impuls van de bevrijding en de ellende en armoede na de Tweede Wereldoorlog. Delia (Cortellesi) is de vrouw van Ivano (Mastandrea) en moeder van drie kinderen. Vrouw en moeder zijn de enige rollen die haar definiëren en dat is genoeg voor haar. Haar man is gewelddadig en het feit dat hij zijn vrouw slaat, wordt normaal gevonden.

## Rolverdeling
| Acteur                  | Personage      |
| ----------------------- | -------------- |
| Paola Cortellesi        | Delia          |
| Valerio Mastandrea      | Ivano          |
| Romana Maggiora Vergano | Marcella       |
| Emanuela Fanelli        | Marisa         |
| Giorgio Colangeli       | Sor Ottorino   |
| Vinicio Marchioni       | Nino           |
| Francesco Centorame     | Giulio Moretti |
| Lele Vannoli            | Alvaro         |
| Paola Tiziana Cruciani  | Sora Franca    |
| Yonv Joseph             | William        |

## Release en ontvangst
C'è ancora domani ging op 18 oktober 2023 in première als openingsfilm op het Internationaal filmfestival van Rome waar hij onder andere de publieksprijs won. De film werd door het Sindacato Nazionale dei Giornalisti Cinematografici Italiani uitgeroepen als Film dell’anno (film van het jaar) van de Nastro d'argento.
De film deed het ook goed aan de kassa met een opbrengst van € 1,6 miljoen in zijn openingsweekend, goed voor een record na de coronapandemie, voor een Italiaanse productie in 2023. Op het einde van het jaar had de film al € 32,4 miljoen opgebracht. De film staat in maart 2024 op de negende plaats aller tijden in Italië met een opbrengst van € 36,5 miljoen.

## In de actualiteit
De film heeft de verdienste dat het de situatie van vrouwen, huiselijk geweld en de noodzaak van een koerswijziging in dit systeem bovenaan de agenda van het dagelijkse debat heeft geplaatst. Om deze redenen werd de film op 23 november 2023 vertoond in de Italiaanse Senaat ter gelegenheid van de "Internationale Dag van de Verenigde Naties voor de uitbanning van geweld tegen vrouwen", op initiatief van president Ignazio La Russa. Na deze gebeurtenis bekritiseerde een deel van de pers echter de geringe deelname van parlementsleden en ministers in de Kamer, evenals de afwezigheid van premier Giorgia Meloni.
In de week van 25 november keken meer dan 55.000 tienerstudenten de film in bioscopen in heel Italië, terwijl ze deelnamen aan een livestreamsessie met vragen en antwoorden met de regisseur en enkele leden van de cast.

## Prijzen en nominaties
De belangrijkste:
| Jaar | Prijs                                | Categorie                                                 | Genomineerde(n)                                           | Uitslag  |
| ---- | ------------------------------------ | --------------------------------------------------------- | --------------------------------------------------------- | -------- |
| 2024 | Nastro d'argento                     | Film dell’anno (film van het jaar)                        | Film dell’anno (film van het jaar)                        | Gewonnen |
| 2023 | Internationaal filmfestival van Rome | Premio speciale della Giuria (speciale prijs van de jury) | Premio speciale della Giuria (speciale prijs van de jury) | Gewonnen |
| 2023 | Internationaal filmfestival van Rome | Premio del pubblico (publieksprijs)                       | Premio del pubblico (publieksprijs)                       | Gewonnen |